# John Savage
John Savage (eredeti neve: John Youngs) (Old Bethpage, Long Island, 1949. augusztus 25. –) amerikai színész.

## Filmjei
| Év   | Cím                                     | Eredeti cím                              | Szerep               |
| ---- | --------------------------------------- | ---------------------------------------- | -------------------- |
| 2006 | Iowa                                    | Iowa                                     | Irv Huffman          |
| 2005 | Hit és remény                           | Love's Long Journey                      | Trent                |
| 2005 | Az új világ                             | The New World                            |                      |
| 2004 | Tökéletes ragadozó                      | Alien Lockdown                           | Dr. Woodman          |
| 2004 | Testvérem versei                        | Admissions                               | Harry Brighton       |
| 2003 | Mámor                                   | Intoxicating                             | William Shanley      |
| 2003 | Carnivale - A vándorcirkusz             | Carnivále                                | Henry "Hack" Scudder |
| 2002 | Ahol a bűn lakozik                      | Redemption of the Ghost                  | Burns seriff         |
| 2000 | Sötét angyal James Cameron: Halálangyal | Dark Angel                               | Donald Lydecker      |
| 2000 | A virginiai férfi                       | The Virginian                            | Steve                |
| 1999 | Christina háza                          | Christina's House                        | James Tarling        |
| 1999 | Jack Bull                               | Jack Bull                                | Slater               |
| 1999 | Üzenet a palackban                      | Message in a Bottle                      | Johnny Land          |
| 1998 | Nyugtalan kísértetek                    | Nightworld: Lost Souls                   | Victor Robinson      |
| 1998 | Az erő évszázada                        | Centurion Force                          |                      |
| 1998 | Vörös haj, tengerzöld szemek            | Mia, Liebe meines Lebens                 | Spitz                |
| 1998 | A múlt árnyai                           | Little Boy Blue                          | Ray West             |
| 1998 | Az őrület határán                       | The Thin Red Line                        | McCron őrmester      |
| 1997 | Az Egér                                 | The Mouse                                | Bruce Strauss        |
| 1997 |                                         | Before Women Had Wings                   | Billy Jackson        |
| 1997 | Hollywood szafari                       | Hollywood Safari                         | Rogers helyettes     |
| 1997 | Programozott háború                     | Hostile Intent                           | Bear                 |
| 1996 | Csodálatos dolog                        | Beautiful Thing                          | Lenny                |
| 1996 | Hullámsír                               | Last Cut                                 |                      |
| 1996 | Tomboló szél                            | White Squall                             | McCrea/angoltanár    |
| 1995 | Tűzvihar                                | Firestorm                                | Brinkman             |
| 1995 | OP Center                               | OP Center                                | Bob Herbert          |
| 1995 | Menekülés az éjszakába                  | The Crossing Guard                       | Bobby                |
| 1994 | Gyilkos megszállottság                  | Killing Obsession                        | Albert               |
| 1994 | C.I.A. 2. - Célpont Alexa               | CIA II Target: Alexa                     | Franz Kluge          |
| 1994 | Titkos fegyver                          | Deadly Weapon                            | Sanders              |
| 1994 | Gyilkos ábránd                          | Shattered Image                          |                      |
| 1994 | Vörös skorpió 2.                        | Red Scorpion 2                           |                      |
| 1994 | A veszélyes                             | The Dangerous                            | Emile Lautrec        |
| 1993 | Hősök hajnala                           | Daybreak                                 | The President        |
| 1992 | A hatalom színfalai mögött              | Primary Motive                           | Wallace Roberts      |
| 1991 | Lángoló part                            | Mountain of Diamonds                     | Blaine               |
| 1991 | Váratlan fordulat                       | One Good Turn                            |                      |
| 1990 | Vadászat                                | Hunting                                  | Michael Bergman      |
| 1990 | A Keresztapa III.                       | The Godfather: Part III                  | Andrew Hagen         |
| 1990 | A halál nem válogat                     | Any Man's Death                          |                      |
| 1990 | Nézőpont                                | Point of View                            |                      |
| 1989 | Szép remények                           | Great Expectations                       | Urchin               |
| 1989 | Szemet szemért                          | Do the Right Thing                       |                      |
| 1988 | Lázadók szövetsége                      | The Beat                                 | Frank Ellsworth      |
| 1987 | Szépség és a szörnyeteg                 | Cannon Movie Tales: Beauty and the Beast | Szörnyeteg / Herceg  |
| 1987 | Ügynökök és terroristák                 | Caribe                                   | Jeff Richardson      |
| 1986 | Salvador                                | Salvador                                 |                      |
| 1984 | Nairobi ügy                             | Nairobi Affair                           | Rick Cahill          |
| 1984 | Mária szerelmei                         | Maria's Lovers                           | Ivan Bibic           |
| 1983 | Hosszú vágta                            |                                          | Brady                |
| 1980 | A vadnyugat boszorkái                   | Cattle Annie and Little Britches         |                      |
| 1980 |                                         | Inside Moves                             |                      |
| 1979 | Hagymaföld                              | The Onion Field                          | Karl Hettinger       |
| 1979 | Hair                                    | Hair                                     | Claude Bukowski      |
| 1978 | A szarvasvadász                         | The Deer Hunter                          | Steven               |
| 1973 | Testvérháború                           | Steelyard Blues                          |                      |
| 1972 | Rossz társaság                          | Bad Company                              |                      |